# Museum Polakkasernen
Museum Polakkasernen, ofte blot kaldt Polakkasernen, er et museum i Tågerup ved Rødby på Lolland for de polske sæsonarbejdere, der arbejdede i roemarkerne på Lolland og Falster fra 1893 til 1929. Museet ligger i den polakkaserne, som godset Lungholm under baroniet Sønderkarle i 1911 opførte i Tågerup til sine sæsonarbejdere. Det er en af i alt 30 større eller mindre kaserner, som sukkerfabrikkerne og de lollandske godser lod opføre rundt omkring på øen for at kunne huse sæsonarbejderne.
Museet har åbent i sommerperioden fra juli til september og desuden typisk i påske- og efterårsferierne.

## Baggrund
Fra 1870'erne og frem blev dyrkning af sukkerroer og den efterfølgende sukkerproduktion et vigtigt erhverv på Lolland. Dyrkning af sukkerroer var den gang en meget arbejdsintensiv proces, og arbejdsgiverne begyndte snart at gøre brug af udenlandsk arbejdskraft - i begyndelsen primært svenskere, men i 1893 rekrutterede De Danske Sukkerfabrikker for første gang 400 østeuropæiske sæsonarbejdere fra områder i det nuværende Polen, Rusland og Belarus til Vestlolland. Det var de såkaldte "roepolakker", der var billigere end deres svenske kollegaer. Det blev starten på en langvarig tradition, der fortsatte indtil 1929, hvor der sidste gang kom polakker til Lolland på denne måde. Roearbejderne kom om foråret, når roerne blev sået, og rejste hjem sent om efteråret, når de var blevet taget op og sendt afsted til sukkerfabrikkerne i Nakskov og de andre fabrikker på Lolland samt i Nykøbing på Falster. Flertallet kom fra Galicien i det daværende Østrig-Ungarn, i dag beliggende dels i Polen, dels i Ukraine. Galicien var et af Østrig-Ungarns fattigste områder, og landsbyerne var overbefolkede med medfølgende mangel på arbejde.  
De fleste roepiger, der boede i bygningen, var mellem 16 og 18 år, og de var beskæftiget i markerne fra såningen i foråret til optagningen under "roekampagnen" i efteråret. Når der ikke var noget af gøre i markerne, skulle pigerne gøre nytte med husholdning, malkning, møgspredning og tilsvarende opgaver. En polsk kvinde kunne tjene 257 kroner i løbet af roesæsonen. Derudover indgik en liter skummetmælk dagligt og 12 kilo kartofler om ugen i lønnen. Arbejdet var i sig selv hårdt, og mange arbejdere oplevede derudover at blive snydt og mishandlet af de tilsynsførende, hvilket i tidens løb medførte en del konflikter og strejker. I 1908 vedtog Folketinget en lov, der blot blev kaldt "Polakloven", som skulle rette op på forholdene.

## Bygningen
Museet har til huse i den oprindelige polakkaserne, som Lungholm Gods opførte på Højbygårdvej i Tågerup i 1911. Kasernen blev tegnet af arkitekt H.C. Glahn fra Nykøbing Falster, der tidligere havde tegnet flere tilsvarende kaserner. Dermed kunne tegningernes fælles elementer genbruges, mens bygherrerne hver især stod for den individuelle indretning af bygningerne. Kasernen i Tågerup rummede i øst en særskilt lejlighed til "aufseheren" (tilsynsføreren) og hans familie. Aufseheren var den person, der efter tysk mønster hvervede arbejdskraften og typisk også stod for at overvåge deres arbejde i markerne og administrere deres dagligdag med bespisning og aflønning. I øvrigt var der i stueetagen et fællesrum, der på en gang var køkken, opholds-, spise- og soverum. På første sal var der yderligere fire soverum. Oprindelig hørte der en bagbygning til kasernen, der indeholdt brænderum, vaskeskur og lokummer. Bagbygningen blev revet ned, da bygningen blev fredet. Fredningen fandt sted i 1983.

## Museets historie
Ved tidspunktet for bygningens fredning i 1983 var den gamle kaserne i en temmelig dårlig tilstand. Redaktør Torsten Elsvor, der var formand for en beboerforening i det daværende Taagerup-Torslunde sogn, tog i 1984 initiativ til en selvejende institution, der skulle drive og vedligeholde bygningen som en del af den lollandske kulturarv. Oprindelig skulle bygningen både fungere som museum og mindestue for de oprindelige beboere, de polske sæsonarbejdere, og samtidig som beboerhus for lokalområdet. Den sidste tanke blev dog snart forladt igen. Efter en pengeindsamling blev bygningen renoveret, og  støtteforeningen Museum Polakkasernens Venner blev stiftet. I dag finansieres museets drift af entreindtægter og et beskedent offentligt tilskud, mens omkostningerne til vedligeholdelse søges skaffet hos fonde o.l. Den polske regering har sammen med Lolland Kommune og flere andre organisationer givet tilskud til indretningen af den nuværende udstilling i museet.

## Polske spor på Lolland
De polske roearbejdere satte sig mange varige spor på Lolland. Omkring 4.000 "roepolakker" endte med at bosætte sig fast i Danmark, blandt andet fordi udbruddet af første verdenskrig i 1914 gjorde det vanskeligt for mange af sæsonarbejderne det år at vende tilbage til deres hjemland. Der blev oprettet katolske kirker og senere skoler og polske foreninger på Lolland, og de polske indvandreres aftryk kan stadig ses i en del lollikkers polske efternavne, religiøs udsmykning på huse og til dels i traditionerne i områdets katolske kirker. Efterhånden som tiden går og indvandrergruppen er blevet mere assimileret, er særpræget dog blevet mindre. Det Polske Hus i Maribo blev således nedlagt i 2016 som det sidste af tre tidligere forsamlingshuse.

### Spor i finkulturen
Den lollandske forfatter Hilmar Wulff har i sin romantrilogi Vejen til Livet (1947), Livets Brød (1948) og Forjættelsens Dag (1949) skildret de polske roearbejderes kultur og levevilkår og deres gradvise integration i det lollandske samfund, og på torvet i Sakskøbing blev i 1940 opstillet bronzeskulpturen "Roepigerne" af Gottfred Eickhoff som minde om de kvindelige polske roearbejdere.
I den danske ungdomsfilm En fremmed piges dagbog fra 1989 instrueret af den dansk-polske Katia Forbert Petersen spiller hovedpersonen, den 12-årige Rolfs, oldemors dagbog som indvandret polsk roepige omkring 1912 en vigtig rolle i handlingen, hvor der ses et mønster i gentagelsen, da en sri lankansk flygtningefamilie flytter ind i Rolfs opgang.